# Evgheni Gabricevski
Evgheni Gheorghievici Gabricevski (cunoscut în Occident sub grafia Eugene Gabritschewsky; în rusă Евге́ний Гео́ргиевич Габриче́вский; n. 1893, Moscova, d. 1979) a fost un biolog și pictor rus.
În vreme ce experimentele și cercetarea pe care a efectuat-o până la finele anilor douăzeci în domeniul geneticii nu au condus la niciun rezultat notabil, Gabricevski a fost reținut pentru picturile sale, adesea puse în legătură cu arta brută, mișcarea artistică de la jumătatea secolului XX. Deși conceptual există diferențieri mari față de artiștii reprezentativi ai curentului, Gabricevski este inclus pentru faptul că cea mai mare parte a operei sale a fost creată pe fondul schizofreniei, boală de care a suferit timp de cincizeci de ani.

## Biografie
Gabricevski s-a născut la Moscova, într-o familie de intelectuali înstăriți; tatăl său se numea Gheorghi Norbertovici Gabricevski. Evgheni a avut un frate cu doi ani mai mare, Alexandr (n. 25 august S.N. 6 septembrie 1891, d. 3 martie 1968), care va arăta interes de-a lungul vieții pentru mai multe ocupații: critic de artă, traducător, om de știință, filosof și critic literar.
În adolescență ia primele lecții de pictură. A studiat apoi științele naturale în cadrul Universității din Moscova. În 1925 obține de la Fundația Rockefeller o bursă de studii pentru un an la Universitatea Columbia, bursă care se va extinde de două ori, o dată pentru încă un an și apoi numai pentru trei luni. În continuare se mută în Franța, unde își continuă pentru o scurtă perioadă cercetările la Institutul Pasteur. În această perioadă a studiat la Academia de Arte Frumoase din Paris (care, de altfel, se va îngriji de publicarea unor albume cu picturile sale).
În 1929 este diagnosticat cu schizofrenie; își va petrece restul vieții într-un spital psihiatric din Haar, în apropiere de München (Germania), unde se dedică definitiv picturii, apelând în lucrările sale la un limbaj expresionist. Lucrările sale vor atrage atenția pictorului francez Jean Dubuffet, când acesta îl descoperă în 1950.
Pentru neîntoarcerea lui Gabricevski în Uniunea Sovietică, va avea de suferit din partea regimului comunist fratele său rămas în țară, Aleksandr.

## Stilul de a picta
În condițiile în care Gabricevski a fost făcut cunoscut de Dubuffet, unii critici de artă tind să îi considere opera ca reprezentativă pentru curentul numit artă brută (fr. art brut – în general cuprinde lucrările unor pictori afectați de boli mintale). Alte păreri se opun unei asemenea încadrări; argumentul folosit este că o mare parte a lucrărilor lui Gabricevski dau dovada lucidității unei minți aproape sănătoase, capabile să genereze o mare diversitate de subiecte (ținând cont că tematica celor mai mulți pictori de artă brută se limitează la un singur subiect obsedant).
Gabricevski a lucrat mult cu guașă, pe foi mici de hârtie, folosind culori în nuanțe slabe și având o grijă deosebită pentru detalii. Subiectele sale apelează la fantastic sau la primitivism; unele lucrări aduc aminte de arta abstractă. Sunt folosite motive precum ochi, fețe stilizate, păsări ș.a.